# Deutscher Evangelischer Kirchenausschuss
Der Deutsche Evangelische Kirchenausschuss (DEKA) war ein Beschluss- und Exekutivorgan zunächst (ab 1903) der Deutschen Evangelischen Kirchenkonferenz, ab 1922 dann des Deutschen Evangelischen Kirchenbundes. 

## Entstehung
Die seit 1852 bestehende Deutsche Evangelische Kirchenkonferenz, eine alle zwei Jahre tagende Konferenz der Kirchenleitungen der evangelischen Landeskirchen Deutschlands, hatte eine Reihe von gemeinsamen Projekten auf den Weg gebracht, aber den von vielen gewünschten engeren Zusammenschluss der Landeskirchen wegen ihres rein konsultativen Charakters kaum fördern können. Zudem wirkte sie praktisch nur nach innen, aber nicht in die Öffentlichkeit. Auf Anregung des nationalkirchlichen Evangelischen Bundes und der Preußischen Generalsynode von 1899 setzte sich auch Kaiser Wilhelm II. für eine Vertiefung der Gemeinschaft unter den Landeskirchen ein. Darauf beschloss die Kirchenkonferenz zunächst im Jahr 1900 die Einsetzung einer Ständigen Kommission. Nachdem im Jahr 1902 einige deutsche Regierungen die preußischen Bestrebungen unterstützt hatten, arbeitete ein Ausschuss der Kirchenkonferenz einen Verfassungsplan aus. Dieser wurde bei einer außerordentlichen Tagung der Kirchenkonferenz in Eisenach am 11.–13. Juni 1903 beraten und mit kleineren Änderungen angenommen.

## Zusammensetzung und Konstituierung
Wesentlicher Punkt der Neuordnung war, dass der Ständige Ausschuss in Deutscher Evangelischer Kirchenausschuss umbenannt und auf 15 Mitglieder erweitert wurde. Davon entfielen drei Sitze auf Vertreter der altpreußischen Kirche und zwei auf Vertreter von Landeskirchen in neupreußischen Provinzen (Frankfurt am Main, Hannover (lutherisch), Hannover (reformiert), Hessen-Kassel, Nassau, und Schleswig-Holstein), je einer auf Vertreter der Landeskirchen Bayern, Württemberg und Sachsen und der Rest auf die weiteren Landeskirchen. Sein Amtssitz wurde nach Berlin verlegt, die Geschäftsführung dem Präsidenten des preußischen Evangelischen Oberkirchenrats übertragen. Im November 1903 konstituierte der Ausschuss sich, im Januar 1905 wurde er vom Kaiser als Körperschaft des öffentlichen Rechts anerkannt.

## Wirksamkeit
Als Aufgabe des DEKA war die Wahrnehmung der „gemeinsamen evangelisch kirchlichen Interessen“ festgelegt worden, und zwar besonders „gegenüber anderen deutschen und außerdeutschen Kirchengemeinschaften“ sowie „in Bezug auf die kirchliche Versorgung der Evangelischen in den deutschen Schutzgebieten“ und „bezüglich der Förderung kirchlicher Einrichtungen für die evangelischen Deutschen im Auslande, sowie der Seelsorge unter deutschen Auswanderern und Soldaten“. Über die bisherige auf Koordination und Anregung beschränkte Arbeit der Kirchenkonferenz hinaus sollte er eigenständig mit den Regierungen verhandeln und auch öffentliche Kundgebungen erlassen dürfen. So protestierte er schon 1904 gegen die Lockerung des Jesuitengesetzes. 
In der Förderung der Auslandsdiaspora setzte er die Arbeiten der Deutschen Evangelischen Kirchenkonferenz fort. Ein großer Erfolg war das 1907 erschienene und in mehreren Auflagen nachgedruckte Evangelische Hausbuch für Deutsche im Ausland, das die 300 verbreitetsten Kirchenlieder, den Kleinen Katechismus sowie Gebete und weiteres Material für Hausandachten enthielt. Sein Erfolg gab neue Impulse für die Schaffung eines einheitlichen Gesangbuchs, das 1915 mit dem Deutschen Evangelischen Gesangbuch (zunächst nur für die deutschsprachigen Auslandsgemeinden) verwirklicht wurde.

## Entwicklung nach 1918
Mit dem Ende des Landesherrlichen Kirchenregiments 1918 stellte sich erneut die Frage, ob der deutsche Protestantismus die neu gewonnene Freiheit zur Gründung einer einheitlichen Reichskirche nutzen oder die Unabhängigkeit der einzelnen Landeskirchen erhalten wollte. Der vom DEKA einberufene erste Deutsche Evangelische Kirchentag in Dresden (1.–5. September 1919) entschied sich, die Unabhängigkeit der Landeskirchen beizubehalten, aber zur engeren Verbindung einen Kirchenbund zu gründen. Nach längeren Verhandlungen, für die der DEKA auf 30 Mitglieder aufgestockt wurde, konstituierte sich am 25. Mai 1922 der Deutsche Evangelische Kirchenbund. Der Deutsche Evangelische Kirchenausschuss wurde auf 36 Mitglieder erweitert und diente (neben dem seltener tagenden Kirchentag und dem Kirchenbundesrat) als Exekutivgremium. Den Vorsitz hatte weiterhin der jeweilige Präsident des altpreußischen Evangelischen Oberkirchenrates. Mit der Gründung der Deutschen Evangelischen Kirche im Jahr 1933 wurde der Deutsche Evangelische Kirchenausschuss endgültig aufgelöst.

## Einzelnachweis
1. ↑  Zitiert nach Hartmut Sander: Der Deutsche Evangelische Kirchenausschuss. In: Joachim Rogge, Gerhard Ruhbach (Hrsg.): Die Geschichte der Evangelischen Kirche der Union. Bd. 2, Die Verselbständigung der Kirche unter dem königlichen Summepiskopat (1850–1918). Leipzig 1994, S. 355–373, 370.